# Sussex West (circonscription du Parlement européen)
Sussex West était une circonscription du Parlement européen crée pour l'élection du Parlement européen de 1979 et a cessé d'exister en 1994, en raison de la réorganisation des frontières.
Avant l’adoption uniforme de la représentation proportionnelle en 1999, le Royaume-Uni utilisait le système uninominal à un tour pour les élections européennes en Angleterre, en Écosse et au pays de Galles. Les conscriptions du Parlement européen utilisées dans ce système étaient plus petites que les circonscriptions régionales les plus récentes et ne comptaient chacune qu'un seul membre au Parlement européen.

## Limites
1979-1984: Arundel; Chichester; Havant and Waterloo; Horsham and Crawley; Mid Sussex; Shoreham; Worthing.
1984-1994: Arundel; Chichester; Crawley; Horsham; Mid Sussex; Shoreham; Worthing.